# Streptocarpus sambiranensis
Streptocarpus sambiranensis är en tvåhjärtbladig växtart som beskrevs av Jean-Henri Humbert. Streptocarpus sambiranensis ingår i släktet Streptocarpus och familjen Gesneriaceae. Inga underarter finns listade i Catalogue of Life.